# Відкритий чемпіонат Франції з тенісу 2007
Відкритий чемпіонат Франції з тенісу 2007  — тенісний турнір, що проходив на відкритому повітрі на ґрунтових кортах Стад Ролан Гаррос У Парижі з 27 травня по 10 червня 2007 року. Це був 106 Відкритий чемпіонат Франції, другий турнір Великого шолома в календарному році. 

## Значні події
Обом переможцям попереднього Ролан-Гарросу в одиночному розряді, Рафаелю Надалю та Жустін Енен, вдалося відстояти свої титули. Для обох ця перемога — третя поспіль. Надаль повторив рекорд Бйорна Борга, Енен — Моніки Селеш. 

## Результати фінальних матчів

### Дорослі
| Одиночний розряд. Чоловіки    |                                   |                    |
| Рафаель Надаль                | Роджер Федерер                    | 6–3, 4–6, 6–3, 6–4 |
|                               |                                   |                    |
| Одиночний розряд. Жінки       |                                   |                    |
| Жустін Енен                   | Ана Іванович                      | 6–1, 6–2           |
|                               |                                   |                    |
| Парний розряд. Чоловіки       |                                   |                    |
| Марк Ноулз Деніел Нестор      | Лукаш Длоуги Павел Візнер         | 2–6, 6–3, 6–4      |
|                               |                                   |                    |
| Парний розряд. Жінки          |                                   |                    |
| Алісія Молік Мара Сантанджело | Катарина Среботнік Суґіяма Ай     | 7–6(7–5), 6–4      |
|                               |                                   |                    |
| Мікст                         |                                   |                    |
| Наталі Деші Енді Рам          | Катарина Среботнік Ненад Зімоньїч | 7–5, 6–3           |
|                               |                                   |                    |

### Юніори
| Одиночний розряд. Хлопці           |                               |               |
| Володимир Ігнатік                  | Грег Джонс                    | 6–3, 6–4      |
|                                    |                               |               |
| Одиночний розряд. Дівчата          |                               |               |
| Алізе Корне                        | Маріана Дуке Маріньйо         | 4–6, 6–1, 6–0 |
|                                    |                               |               |
| Парний розряд. Хлопці              |                               |               |
| Томас Фабб'яно Андрій Коротченя    | Келлен Даміко Жонатан Ессерік | 6–4, 6–0      |
|                                    |                               |               |
| Парний розряд. Дівчата             |                               |               |
| Ксенія Мілевська Уршуля Радванська | Сорана Кирстя Алекса Ґлетч    | 6–1, 6–4      |
|                                    |                               |               |